# Aeroporto de Novi Sad
O Aeroporto de Novi Sad (em sérvio: Аеродром Ченеј) (IATA: LYS) é um aeroporto localizado na cidade de Čenej, e que serve principalmente a cidade de Novi Sad, capital da Voivodina, na Sérvia.